# عبد الحكيم زعلان
عبد الحكيم زعلان إعلامي عراقي، من مواليد الكويت، عمل مذيعا في تلفزيون الكويت حتى عام 1990 ثم في التلفزيون العراقي، عرف ببرنامجه مضايف أهلنا
، وصباح الخير يا عراق.

## حياته وعمله
ولد وعاش في الكويت عمل في تلفزيون الكويت في حقبة الثمانينات ، ثم غادرها بعد احتلالها في 2 آب 1990، والتحق بتلفزيون العراق.
عمل في تلفزيون الكويت مذيعاً للنشرات الإخبارية وبعض البرامج المنوعة، وبعد الغزو العراقي للكويت عام 1990 توجه إلى التلفزيون العراقي.
بداياته في إذاعة بغداد وتلفزيون العراق مذيعا ومقدما للبرامج السياسية عام 1990 ثم تلفزيون الشباب عام 1993 ثم الفضائية العراقية حتى الإحتلال الإمريكي للعراق عام 2003.
قدم عددا من البرامج الموجهة ضد الكويت، وكان من أشهر هذه البرامج (مضايف أهلنا) الذي يحاكي ديوانية شعراء النبط، وكان يستضيف فيه عدداً من الشعراء لإلقاء قصائد تهاجم الكويت وتمجد بالرئيس العراقي الراحل صدام حسين
توفي ابنه علي الذي الإعلامي في قناة الرشيد ،عام 2011 خلال حادث سيارة في الناصرية جنوب العراق وايضا له ابن اسمه سعد عمل في قناة نهرين العراقية.
تم تهديده هو وعائلته بالتصفية من قبل مليشيا المجلس الأعلى الإسلامي العراقي الموالية لإيران والاحزاب النافذة الأخرى فهرب وعائلته خارج العراق بعد أن وصله التهديد إلى منزله.

## وفاته
توفي في 26 سبتمبر 2021 في تركيا بعد صراعٍ مع المرض.